# Joris Vansteenland
Joris Omer Vansteenland' (Sint-Joris-aan-de-IJzer, 2 februari 1899 - Aalst, 2 februari 1972) was een Belgisch volksvertegenwoordiger.

## Levensloop
Zoon van Victor Vansteenland en Leonie Deschoolmeester, getrouwd met Georgina Vereecke, was Vansteenland vrijwilliger tijdens de Eerste Wereldoorlog en trad toe tot het Verbond van Vlaamse Oud-strijders. Hij ging in Gistel wonen waar hij in 1920 onderwijzer werd en waar hij in 1928 een kleine schoenfabriek begon die echter in 1935 in vereffening ging.
Hij trad toe tot de Frontpartij en in 1925 tot het Katholiek Vlaamsch Nationaal Verbond. In 1932 werd hij verkozen tot gemeenteraadslid in Gistel, wat hij bleef tot in 1944, en van 1932 tot 1939 was hij provincieraadslid van West-Vlaanderen.
Als naaste medewerker van Jeroom Leuridan, trad hij samen met hem in 1933 toe tot het Vlaamsch Nationaal Verbond (VNV). Hij werd VNV-arrondissementsleider voor Oostende in 1935.
In 1939 nam Leuridan ontslag als volksvertegenwoordiger om senator te worden. Vansteenland volgde hem op als lid van de Kamer van volksvertegenwoordigers voor het arrondissement Veurne-Diksmuide-Oostende, en bleef dit tot in 1946.
Hij trad in 1940 spoedig toe tot de collaboratie. In mei 1941 werd hij adjunct-commandant-generaal van de Dietsche Militie - Zwarte Brigade, onder Reimond Tollenaere. Nadat die in 1942 gesneuveld was kwam Vansteenland aan het hoofd van de VNV-militie. Hij werd een actieve werver voor het Vlaamsch Legioen, de Waffen-SS en de paramilitaire formaties zoals de Dietsche Militie.
In september 1944 vluchtte hij naar Duitsland en speelde er nog een kortstondige rol in de VNV-leiding. Hij werd gearresteerd en in 1946 veroordeeld tot de doodstraf, bevestigd door het Krijgshof in 1947. De straf werd in 1949 omgezet in levenslange opsluiting en in 1951 kwam hij vrij. Hij ging in zaken en speelde geen politieke rol meer.